# Jean-Jacques Bosc
Pour les articles homonymes, voir Bosc.
Jean-Jacques Bosc (1757-1840) fut une haute figure du commerce bordelais, comme négociant et armateur, et qui fit également une carrière politique locale et nationale, comme député.

## Biographie
Jean-Jacques Bosc est issu d’une famille protestante des Monts de Lacaune dans le Tarn, dont les aïeux s’occupaient de drap que l’on tissait à partir de la laine  des moutons élevés dans cette région granitique. Son grand père Jean Bosc (1694-?), de Vabre, y était  négociant et descendait à Castres pour son négoce. Dans cette ville il a placé son fils Jean-Jacques I (1719-1798) comme apprenti chez un coreligionnaire le « maître teinturier » Mathieu Baour (1690-?). Cet homme avait un fils, Pierre Baour (1720-1789) qui partit s’employer à Bordeaux, ainsi qu’une fille Louise Baour (1722-1792) qu’il maria à son apprenti. Le jeune couple va prendre la succession de la petite entreprise de teinturerie de Mathieu Baour. Ils eurent huit enfants, dont Jean-Jacques II, le quatrième, qui naquit à Castres le 10 avril 1757. Il sera baptisé le 13 avril dans la religion protestante au « désert » à Espérausses, un petit village des monts de Lacaune. 

### Le négociant
C’est vers 1774, à l’âge de 16 ou 17 ans, que Jean-Jacques fils partit pour Bordeaux, vraisemblablement sous l’impulsion de cet oncle Pierre Baour, le fils de Mathieu qui s’y était installé, et qui devint négociant puis armateur, et qui prit et forma son neveu comme apprenti commis.
Rapidement, alors que le négoce était en plein essor, avant 1800 Jean-Jacques fonda son propre comptoir avec l’aide de deux de ses frères, sous le nom de « Maison Jean-Jacques Bosc & Cie ». Les denrées coloniales (sucre, café, épices, indigo, bois précieux, coton, etc.), arrivaient des Antilles par d’innombrables navires dans le port de la Lune à Bordeaux, puis ces denrées étaient redistribuées dans toute l’Europe, et inversement, ces navires repartaient avec de nombreux ingrédients tissus divers, farines, nourritures de toutes sortes, dont le vin, ainsi que des matériaux divers pour assurer la vie et le travail des colons et des esclaves dans les îles.
(...)

### L'homme politique
Pendant l'époque des Cent-Jours, il fut nommé conseiller municipal de Bordeaux le 3 mai 1815. La seconde Restauration le destitua de ses fonctions le 27 juillet 1815. 
Élu à la chambre de commerce de Bordeaux en 1827, il devint, en remplacement d'Auguste Ravez, nommé pair de France, député de la Gironde du 1er  arrondissement de Bordeaux du 13 novembre 1829 au 16 mai 1830. Royaliste modéré, il se joignit à  l'Adresse des 221 députés opposés à la politique réactionnaire de Polignac et Peyronnet. Après le renversement des Bourbons, sous la Monarchie de Juillet, il fut réélu du 23 juin 1830 au 28 juillet 1830. Il siégea alors au groupe des constitutionnels.  
Il fut membre du conseil général de la Gironde de 1831 à 1833.

### Vie privée

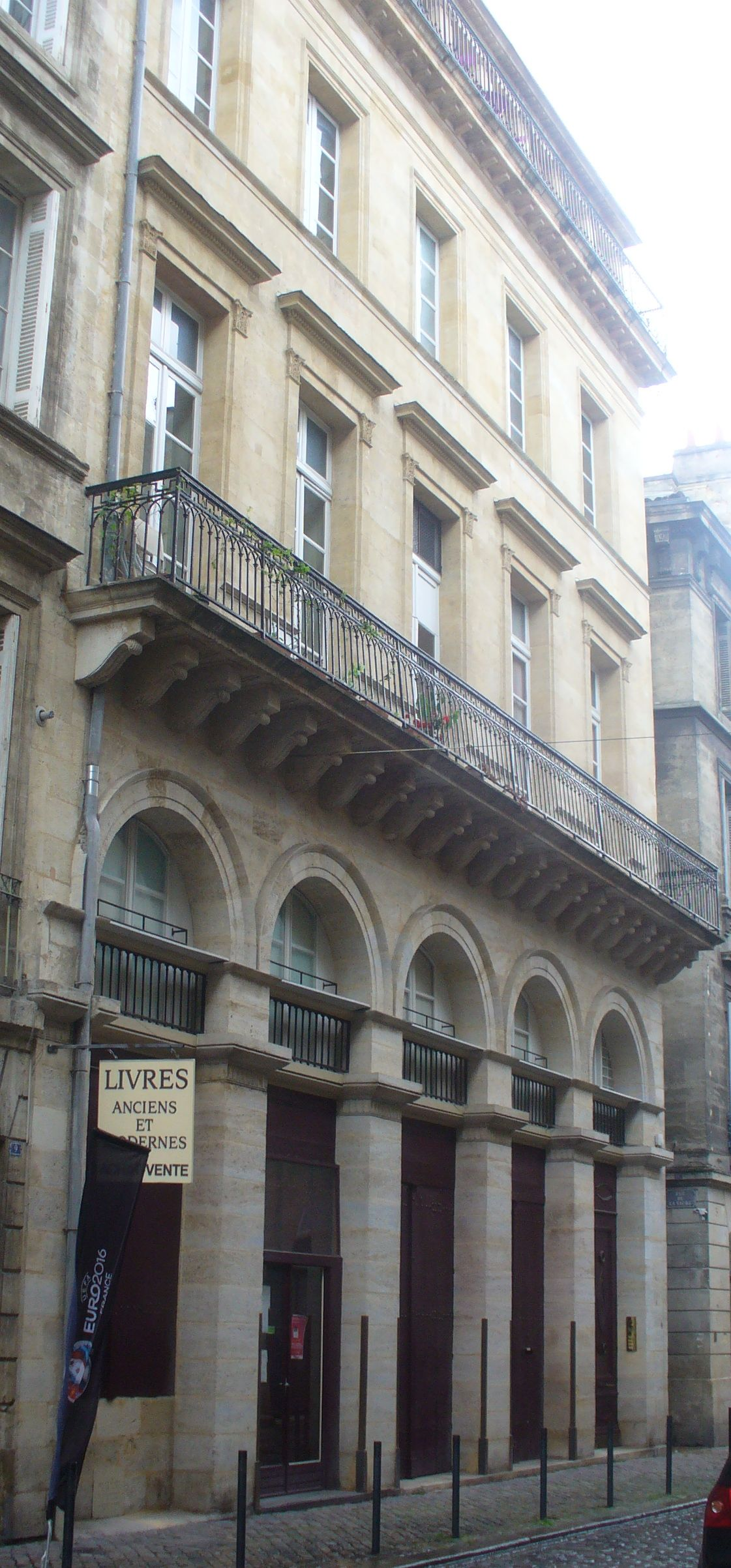
Hôtel Bosc, rue du Chai-des-Farines à Bordeaux.

Jean-Jacques Bosc épousa en septembre 1789 Élisabeth Julien (1772-1849), fille d’une ancienne famille protestante de Castres faisant négoce à Bordeaux. Le couple eut 10 enfants, ce qui permit de s’allier avec les plus grandes familles de négociants de cette ville, toutes protestantes : les Bouscasse, les Teulon, les Lacaze-Rauly, les Balguerie (par le mariage en 1829 de sa fille Laure avec Jean-Pierre Adolphe Balguerie, fils de Jean-Isaac) , les Wustenberg. Ces alliances se poursuivirent par les petits-enfants avec les Brandenburg, les Barde, les Faure, les Hottinguer, les Brown. D’autres enfants s’allièrent, l’une à un pasteur de la religion protestante, une autre à un militaire, inspecteur aux armées, Louis Bernard baron de St Affrique (1771-1854), fils du député Louis Bernard (1745-1799), un autre épousa une fille d’aristocrate de Tonneins, Frontin de Bellecombe dont le père est baron de Tayac. Enfin une des petites filles épousa en 1858 à Bordeaux Charles de Freycinet, ingénieur de l’école des Mines qui devint conseiller de Gambetta en 1870, ministre des Travaux Publics, puis de la Guerre, et enfin président du Conseil sous la IIIe République.
En 1807, Jean-Jacques Bosc fait construire, par l'architecte Jean-Baptiste Thiac, sa demeure associant les fonctions résidentielles, commerciales et de stockage. Celle-ci est actuellement située au no 7 de la rue du Chai-des-Farines.
Jean-Jacques meurt le 22 novembre 1840, à l’âge de 83 ans, sur son domaine du Béquet-Saint-James à Villenave-d'Ornon. Il est enterré au cimetière protestant de la rue Judaïque à Bordeaux, où il a fait construire un caveau à son effigie, sculpté vraisemblablement par Maggesi.
Lorsque l’administration haussmannienne de la ville de Bordeaux décida, de 1853 à 1857, de construire des boulevards afin de permettre l'extension de la ville, son nom fut donné à l'un de ces boulevards au sud-est de Bordeaux, en limite avec la commune de Bègles, entre la ligne de chemin de fer en direction de Sète et la Garonne, sur le terrain que possédait, côté Bègles, la famille Bosc.